# Empedaula
Empedaula is een geslacht van vlinders van de familie tastermotten (Gelechiidae).

## Soorten
- E. insipiens Meyrick, 1918
- E. phanerozona Meyrick, 1922
- E. rhodocosma (Meyrick, 1914)